# Upsall
Upsall – osada w Anglii, w hrabstwie North Yorkshire, w dystrykcie (unitary authority) North Yorkshire. Leży 39 km na północny zachód od miasta York i 318 km na północ od Londynu. Miejscowość liczy 60 mieszkańców.